# Hans Rudolf Füssli den yngre
Johann (Hans) Rudolf Füssli (den yngre), född den 5 september 1709 i Zürich, död där den 12 september 1793, var en schweizisk målare.
Füssli utbildade sig i Paris till en framstående miniatyrmålare och ägnade sig sedermera åt konsthistoriska studier. Frukten av dessa blev hans Allgemeines Künstlerlexikon (1763–1776; 3:e upplagan 1799; supplement 1806–1821 av Füsslis son Hans Heinrich).